# ГАЕС Штеховиці
ГАЕС Штеховиці (Štěchovice) — одна з гідроакумулювальних електростанцій Чехії, споруджена в центральній частині країни на південь від Праги.
У 1938 році на Влтаві біля селища Штеховіце розпочалось спорудження першої ГЕС майбутнього каскаду. Для цього річку перекрили бетонною гравітаційною греблею висотою 22,5 метра та довжиною 120 метрів, яка створила водосховище об'ємом 11,2 млн м3. Воно ж мало виконувати функцію нижнього резервуару гідроакумулювальної станції, будівництво якої стартувало через три роки та було завершене вже після закінчення Другої світової війни у 1947-му. При цьому як верхній резервуар використовується штучна водойма об'ємом 0,5 млн м3, створена на західному березі Влтави на пагорбі Хомолє. Різниця у висотах дає змогу станції працювати з напором 220 метрів.
Машинний зал ГАЕС первісно було обладнано двома гідроагрегатами загальною потужністю 42 МВт. У середині 1990-х їх замінили на одну оборотну турбіну типу Френсіс потужністю 45 МВт, встановлену в підземному машинному залі (шахті) висотою 45 метрів.
Як і інші станції каскаду на Влтаві, ГАЕС Штеховиці керується дистанційно з єдиного диспетчерського центру.
Зв'язок з енергосистемою здійснюється через ЛЕП, що працює під напругою 110 кВ.